# 内华达 (密苏里州)
内华达（英語：Nevada，当地发音/neˈveɪde/）是美国密蘇里州弗農縣的县治，在2010年的人口普查中有人口8,386。内华达也是Cottey学院的所在地。